# Crisi parziale semplice
La crisi parziale semplice è un tipo di crisi epilettica che interessa solo una piccola regione del cervello, spesso il lobo temporale e/o l'ippocampo. La crisi parziale semplice spesso prelude a una crisi peggiore, in cui l'anormale attività elettrica coinvolge un'area più vasta del cervello o la totalità di esso. Essa spesso degenera in crisi parziale complessa o in crisi tonico-clonica.

## Presentazione
La crisi parziale semplice è un'esperienza molto soggettiva, e i sintomi variano da persona a persona; ciò è dovuto alle diverse zone del cervello da cui la crisi ha origine.
In ogni caso ci sono dei sintomi comuni a coloro che hanno questo tipo di crisi.
Alcune caratteristiche comuni della crisi parziale semplice sono:
- stato di incoscienza
- udito, olfatto, vista e tatto alterati: allucinazioni
- déjà vu (comune) jamais vu (meno comune)
- logorrea o incapacità improvvisa di parlare
- amnesia in seguito all'attacco, riguardo alla crisi, e talvolta riguardo agli eventi successivi.